# Tsacasiella instabilis
Tsacasiella instabilis là một loài ruồi trong họ Asilidae. Tsacasiella instabilis được Tsacas miêu tả năm 1969. Loài này phân bố ở vùng nhiệt đới châu Phi.